# 園田英弘
園田 英弘（そのだ ひでひろ、1947年3月20日 - 2007年4月6日）は、日本の社会学者。専門は日本社会史、比較社会学。

## 経歴
出生から修学期
1947年、福岡県久留米市で生まれた。福岡県立明善高等学校を経て、京都大学教育学部に進学。東京大学大学院教育研究科に進み、修士課程を修了した。
社会学研究者として
その後、京都大学人文科学研究所助手に採用された。国立民族学博物館助教授に転じた後、1986年に国際日本文化研究センターの創設準備室が開設されると次長となり、1987年に同助教授、1994年より同センター教授。1998年からの3年間と2005年から2年間にわたり、研究調整主幹を務め、また副所長も務めた。
1994年6月、学位論文『西洋化の構造：黒船・武士・国家』を大阪大学に提出して人間科学博士号を取得。
2007年4月6日午前、自宅を出て以降行方不明であったが、翌日、家族によって京都府八幡市内の旧自宅物置で首を吊って自殺しているのが発見された。享年60。

## 受賞・栄典
- 1994年：『西洋化の構造』でサントリー学芸賞を受賞[2]。

## 著書
単著
- 『西洋化の構造：黒船・武士・国家』思文閣出版 1993
- 『「みやこ」という宇宙：都会・郊外・田舎』日本放送出版協会(NHKブックス) 1994
- 『世界一周の誕生：グローバリズムの起源』文藝春秋(文春新書) 2003
- 『忘年会』文藝春秋(文春新書) 2006

共編著
- 『士族の歴史社会学的研究：武士の近代』広田照幸・浜名篤、名古屋大学出版会 1995
- 『流動化する日本の「文化」：グローバル時代の自己認識』編、日本経済評論社 2001
- 『逆欠如の日本生活文化：日本にあるものは世界にあるか』編、思文閣出版 2005
- 『「封建」・「郡県」再考：東アジア社会体制論の深層』張翔共編、思文閣出版 2006